# Jerry Huckaby

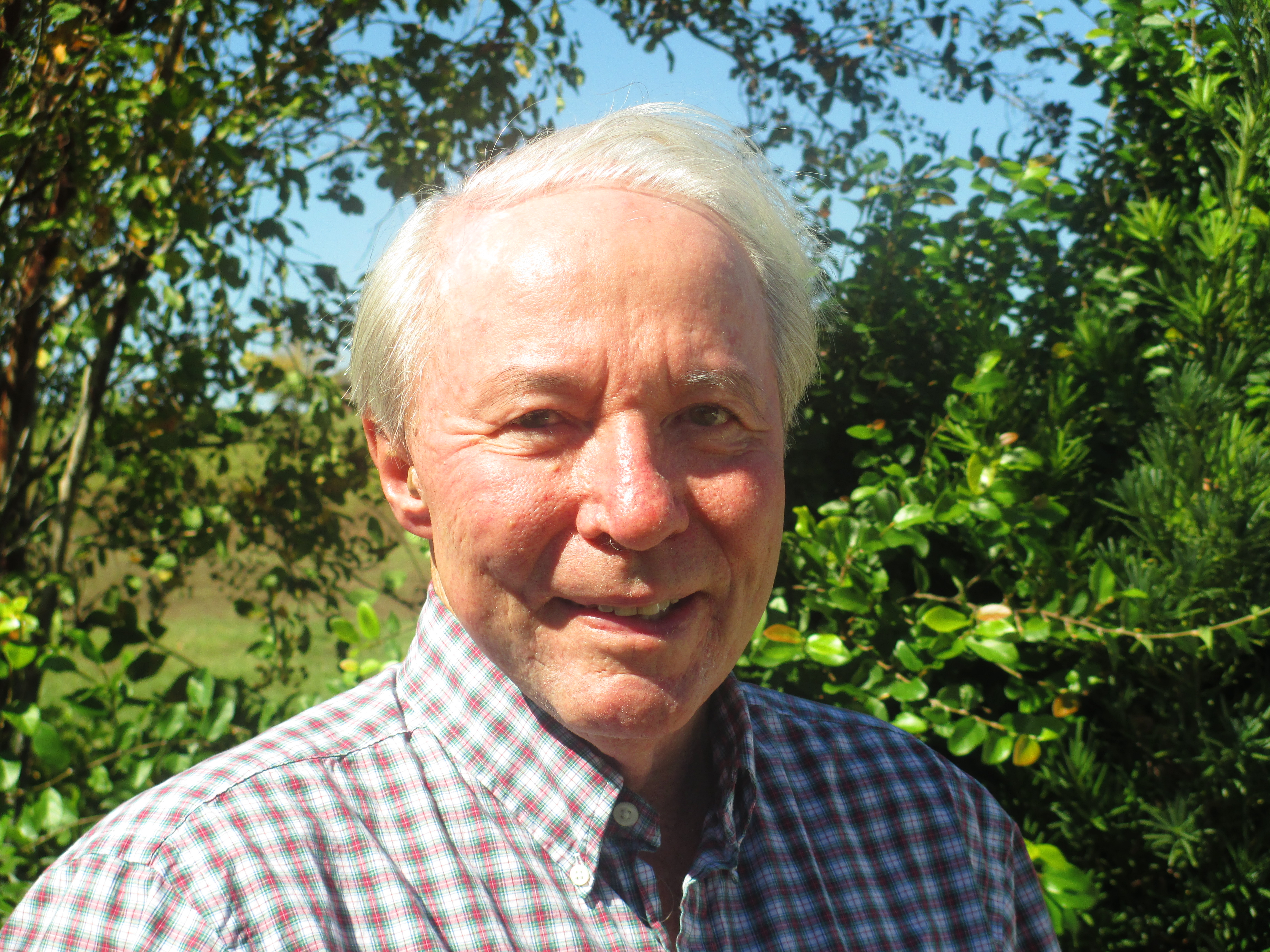
Jerry Huckaby (2012)

Thomas Jerald „Jerry“ Huckaby (* 19. Juli 1941 in Hodge, Jackson Parish, Louisiana) ist ein US-amerikanischer Politiker. Zwischen 1977 und 1993 vertrat er den Bundesstaat Louisiana im US-Repräsentantenhaus.

## Werdegang
Jerry Huckaby besuchte bis 1959 die High School in Minden und studierte danach bis 1963 an der Louisiana State University in Baton Rouge. Anschließend absolvierte er bis 1968 ein weiteres Studium an der Georgia State University in Atlanta. In den folgenden Jahren wurde er Geschäftsmann. Er betrieb unter anderem als Farmer die Hallmark Farms in Ringgold. Außerdem arbeitete er bis 1973 für die Firma Western Electric Co. in Chicago.
Politisch schloss sich Huckaby der Demokratischen Partei an. Bei den Kongresswahlen des Jahres 1976 wurde er im fünften Wahlbezirk von Louisiana in das US-Repräsentantenhaus in Washington, D.C. gewählt, wo er am 3. Januar 1977 die Nachfolge von Otto E. Passman antrat. Nach sieben Wiederwahlen konnte er bis zum 3. Januar 1993 acht Legislaturperioden im Kongress absolvieren. Während dieser Zeit war er zehn Jahre lang Mitglied des Landwirtschaftsausschusses. Dabei leitete er den Unterausschuss, der sich mit dem Anbau von Baumwolle, Reis und Zucker befasste. Huckaby war außerdem zeitweise Mitglied im Haushalts- und im Innenausschuss.
Im Jahr 1992 wurde Huckaby nicht wiedergewählt. Das hing mit einer für ihn ungünstigen Neuordnung der Wahlbezirke in Louisiana zusammen, die nach dem Verlust eines Distriktes aufgrund der Bevölkerungsentwicklung nötig geworden war. Nach seiner Abwahl kehrte Huckaby nicht nach Louisiana zurück. Er wurde in Virginia ansässig, wo er die Immobiliengeschäfte seiner Frau Suzanna Woodword übernahm. Seine Frau starb im Jahr 2008. Huckaby ist Vater einer Tochter; sein Sohn starb im Jahr 2002. Seit 2010 ist Jerry Huckaby in zweiter Ehe verheiratet. Das Paar lebt in Great Falls, Virginia.